# Robert Dorer

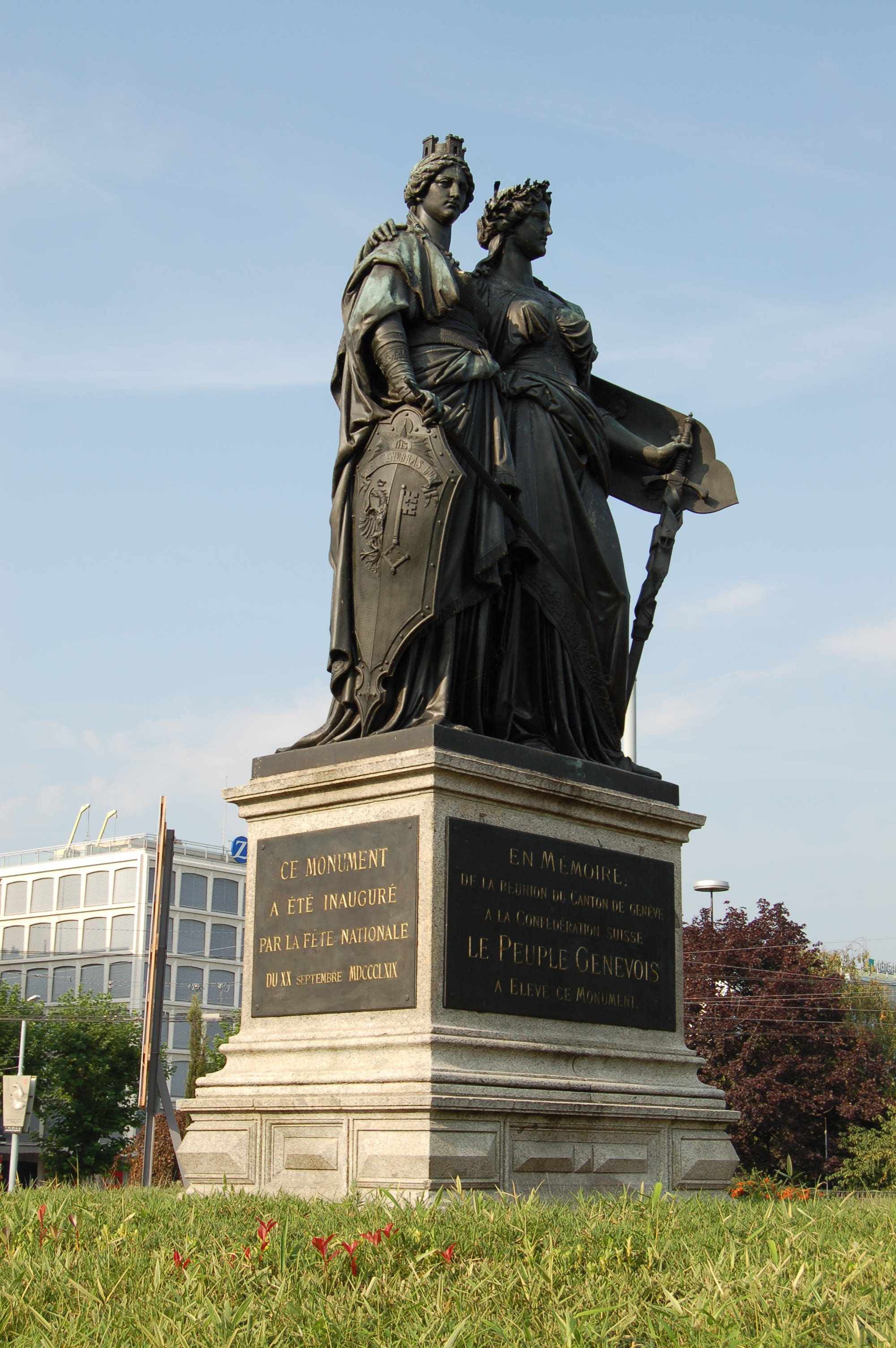
A genfi Nemzeti Emlékmű

Robert Dorer (teljes nevén Eugen Robert Dorer) (Baden, Aargau kanton, 1830. február 13. – Baden, 1893. április 13.) svájci szobrász.

## Életpályája
Eduard Dorer-Egloff író fia volt. Münchenben Ludwig Schwanthaler, Drezdában Ernst Rietschel, majd Ernst Hähnel tanítványa volt. Járt Olaszországban is. Drezdába tért vissza, végre szülővárosában telepedett le. A berni múzeum (ma a Kantonalbank épülete) külsejét nyolc híres svájci személyiség szobraival diszítette. 1869. szeptember 20-án avatták fel Genfben a leghírsebb művét, a Genf köztársaságnak Svájccal való egyesülését ábrázoló Nemzeti emlékművet (Monument National). A két nőalak Genevát és Helvetiát személyesíti meg. (Az emlékművet eredetileg az esemény 50. évfordulójára, 1864-re rendelték meg.) Dorer szobrai díszítik a Stadthaust Winterthurban, továbbá a Helvetia-Versicherung nevű biztosítótársaság székházát Sankt Gallenben (1876).